# Roodkapje (Efteling)
Roodkapje is een kijktafereel in het Nederlandse attractiepark de Efteling en is een uitbeelding van het sprookje Roodkapje. Het is het vierde sprookje op de route door het Sprookjesbos en ligt tussen Langnek en Pinokkio.

## Uitbeelding

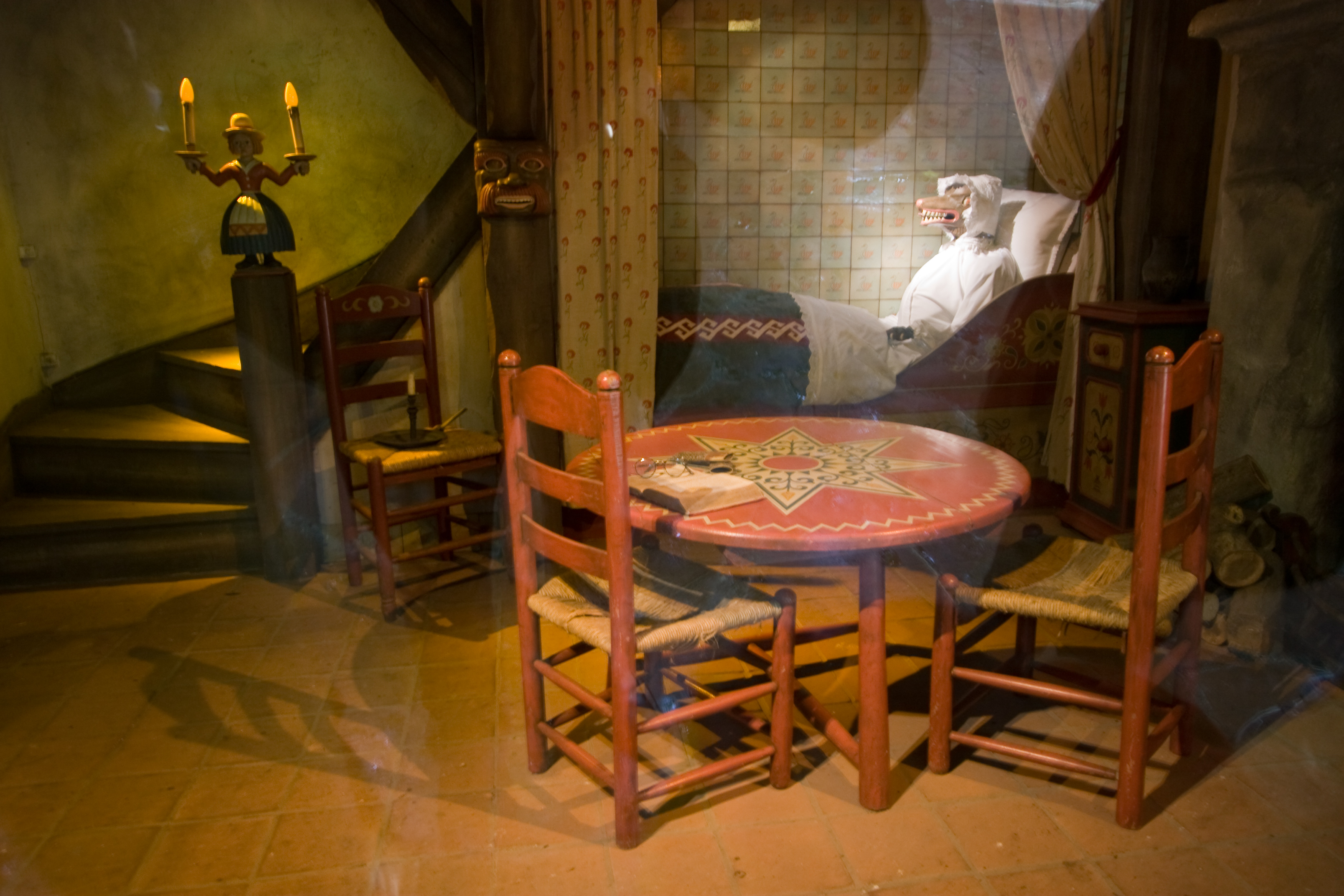
Het interieur van het huis van grootmoeder.

Het begin van het sprookje wordt aangekondigd met een houten wegwijzer. In rode letters op een witte achtergrond staat roodkapje. Daarboven staat roodkapje met een mand afgebeeld. Een verwijzing naar het kijktafereel van begin jaren 50. Het wandelpad begint te stijgen naar een stenen woning. Dit is het huis van de grootmoeder van Roodkapje. Buiten bij de voordeur staat een pop van Roodkapje op het bordes met een fruitmand in haar handen. In haar linkerhand heeft ze een touw van een bel in haar hand. Af en toe trekt ze aan de touw en gaat de bel. Naast Roodkapje staat een houten vogelhuis waarop een vogel met een gele snavel en rode staart zit.
Binnen het huis van grootmoeder zien we een houten bedstede waar de wolf in witte slaapkleding ligt. Op de achtergrond is de muur bedekt met tegeltjes met daarop zwanen afgebeeld. In de kamer staan verder houten roodgekleurde meubels zoals stoelen, een tafel en nachtkast. Naast de nachtkast ligt hout. Op de tafel liggen een boek en een bril. In een houten pilaar links naast de bedstede is een gezicht, met rode snor en wenkbrauwen en groene ogen, te zien. Aan het begin van de trapleuning staat een vrouwenfiguur met twee kaarsen in haar handen. Ze draagt een wit bolhoedje. Links naast de voordeur staat een hoge klok. Op de klok staat de tekst: Alle die mijn vergeten, en sullen die tijt niet weten.
Het verhaal achter het sprookje is via speakers bij het huis van grootmoeder te horen. De vertelstem is van Wieteke van Dort.

## Geschiedenis[2]

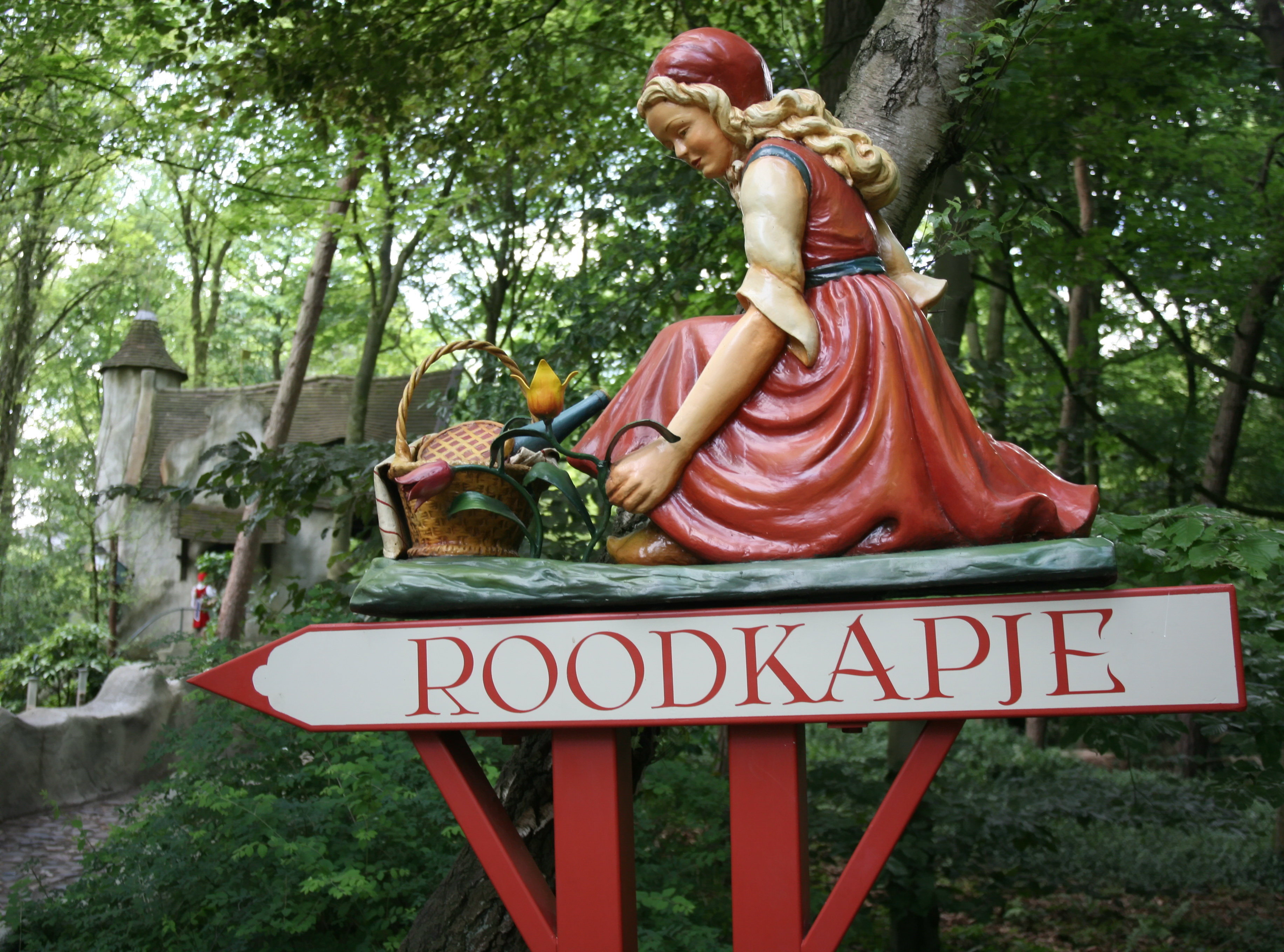
De wegwijzer toont hoe het kijktafereel er in 1953 uitzag.

Het sprookje opende, in 1953, een jaar na de opening van de Efteling naar ontwerp van Anton Pieck. Het sprookje werd toen nog uitgebeeld aan de hand van twee statische sculpturen. Een sculptuur van Roodkapje die geknield bloemen aan het plukken was. Voor haar stond een mand. En een sculptuur van de Wolf die met grote ogen, tong uit de mond en gespitste oren naar Roodkapje keek. De houding hoe Roodkapje er toen bij zat, werd later toegepast op de gekleurde wegwijzer die langs het wandelpad naar het sprookje staat.
Al binnen enkele jaren na de opening van het sprookje is de Efteling ontevreden met de opzet en werden er plannen gemaakt voor uitbreiding. In 1959 wordt er daarom gestart met het bouwen van een nieuw tafereel bestaand uit grootmoeders huis. De bouw en inrichting is in 1961 gereed. Desondanks was het sprookje al in 1960 te bekijken door bezoekers.
In 2000 werden er rondom het gebouw mist- en neveleffecten toegevoegd. Roodkapje is in de loop der jaren ook diverse keren gestolen zoals in 1998. Toen werd het teruggevonden bij de Sint-Dominicuskerk in Tiel. In 2006 werd de pop gevonden bij een verpleeghuis in Kaatsheuvel. Ook werd in 2014 de kraai gestolen en beschadigd aangetroffen bij een verpleeghuis. Twee jaar laar later in 2016 werd het gehele huis gesloopt en opnieuw opgebouwd. De constructie van de woning bleek in zeer slechte staat dat opnieuw bouwen de enige optie bleek te zijn. De renovatie duurde tien maanden. Op 17 december 2016 heropende het sprookje.